# Alfredo do Nascimento e Silva
Alfredo do Nascimento e Silva (Rio de Janeiro, 18 de janeiro de 1866 – Rio de Janeiro, 6 de março de 1951) foi um médico brasileiro.
Foi eleito membro da Academia Nacional de Medicina em 1892, da qual foi presidente de 1908 a 1909.